# Friedrich Nicolas Manskopf
Jakob Friedrich Nicolas Manskopf (* 25. April 1869 in Frankfurt am Main; † Juli 1928 ebenda) war ein Sammler von Musikalien, Originalmanuskripten und Devotionalien aus der Musikwelt. Er stiftete diese dem damaligen Musikhistorischen Museum zu Frankfurt, das heute als Sammlung Manskopf Teil der Universitätsbibliothek Frankfurt am Main ist.

## Biografie
Friedrich Nicolas Manskopf stammte aus der Frankfurter Weinhändlerfamilie Manskopf und ergriff ebenfalls diesen Beruf. Sein Vater war der Weinhändler Jakob Nikolaus Alexander Manskopf (1837–1902), seine Mutter dessen zweiten Frau Helene Marianne Kessler (1843–1923) aus der Frankfurter Bankiers-Familie Kessler-Gontard (Urenkelin z. B. von Susette Gontard). Manskopfs Grab befindet sich auf dem Frankfurter Hauptfriedhof.
Im Frankfurter Stadtteil Bockenheim ist die Manskopfstraße nach ihm benannt.

## Sammelleidenschaft
Manskopf hatte schon als Schüler in Frankfurt und später während seiner Auslandsaufenthalte (1887–1888 Lyon, 1889–1890 London, 1891–1893 Paris) begonnen, Erinnerungsstücke von Musikern und Schauspielern zu sammeln: Autogramme und Briefe, gedruckte Porträts, Karikaturen und Fotos, Theaterzettel, Konzertprogramme, Plakate und Kuriositäten wie die Wasserkanne aus dem Besitz Beethovens, mit der dieser sich angeblich nach dem Klavierspiel die Hände zu kühlen pflegte, oder ein Regenschirm von Franz Liszt. 1892 umfasste die Sammlung 15 000, zwei Jahre später bereits 30 000 Stücke.
Als Manskopf 1893 nach Frankfurt zurückkehrte, richtete er in seinem eigenen Haus (Untermainkai 27) ein privates Museum ein. Er veranstaltete Ausstellungen zu einzelnen Musikern bzw. Themen und lieferte Leihgaben für Musik- und Theaterausstellungen.

## Die Sammlung
Nach seinem Tod schenkten seine Erben die Sammlung der Stadt Frankfurt, die sie an die Freiherrlich Carl von Rothschild’sche öffentliche Bibliothek angliederte.
Die Universitätsbibliothek Frankfurt, die diese wichtigen kulturhistorischen Quellen seit 1947 in ihrer Musik- und Theaterabteilung aufbewahrt, hat knapp die Hälfte des Gesamtbestands digitalisiert und für den Online-Zugriff verfügbar gemacht. Beim größeren Teil der digitalisierten Dokumente handelt es sich um Fotografien des 19. und 20. Jahrhunderts und 4.900 Stück Druckgrafiken, die teilweise der Frühen Neuzeit entstammen.